# Джетимское железорудное месторождение
Джетимский железорудный бассейн находится в пределах хребта Джетим (и прилегающих участках), на территории Нарынского района Нарынской области (Киргизия).
Открыт в 1956 году. Является крупнейшим железорудным месторождением в Кыргызстана.
В пределах Джетимского железорудного бассейна выделено 9 исследованных участков. По приблизительным подсчётам, залежи железной руды находятся на участке длиной в 70 км и шириной в 10 км.
Предполагаемые запасы железной руды оцениваются примерно в 5,5 млрд тонн (относимых к категории С2).
Месторождение приурочено к средней части терригенной толщи позднего протерозоя, сложенной рассланцованными песчаниками и сланцами, среди которых залегают магнетит-герматитовые руды. Рудные тела в большинстве случаев содержат линзы и прослои вмещающих пород. Различные участки рудных тел имеют разный минеральный состав и различные соотношения рудных и нерудных минералов. Мощность рудных линз составляет в среднем около 10 — 20 м.

Выделяются 4 основных типа железных руд:
- существенно магнетитовые;
- существенно гематитовые;
- существенно силикатные;
- существенно карбонатные.

Основными минералами руд являются: магнетит, гематит (в том числе мартит), кварц, кальцит,хлорит, сидерит.
Содержание в рудах железа от 15,4 % до 46,3 %. Вредные примеси практически отсутствуют. Генезис месторождения осадочно-метаморфогенный.

Также, при эксплуатации месторождения возможно попутное извлечение марганца, ванадия, молибдена, вольфрама.
На 2021 год Киргизия намерена разрабатывать месторождение самостоятельно, что позволит создать более 4 тысяч рабочих мест и существенно пополнить бюджет страны.